# Hyalopeziza ciliata
Hyalopeziza ciliata är en svampart som beskrevs av Fuckel 1870. Hyalopeziza ciliata ingår i släktet Hyalopeziza och familjen Hyaloscyphaceae.   Inga underarter finns listade i Catalogue of Life.